# كارلوس براكامونتاس
كارلوس براكامونتاس (بالإسبانية: Carlos Bracamontes) (14 يناير 1959 في المكسيك - ) هو لاعب كرة قدم مكسيكي في مركز الوسط. لعب مع كلوب ليون ونادي تيكوس ونادي موريليا الرياضي وDeportivo Neza ‏.